# Globos de Ouro de 2004
A 9.ª edição dos Globos de Ouro ocorreu a 24 de maio de 2004 no Coliseu dos Recreios, em Lisboa. A gala teve a apresentação de Fátima Lopes, Herman José e Sílvia Alberto.

## Cinema[1]
- Melhor Filme: Quaresma, de José Álvaro Morais[1]
- Melhor Atriz: Beatriz Batarda em Quaresma, de José Álvaro Morais
- Melhor Ator: Nicolau Breyner em Os Imortais, de António Pedro Vasconcelos

## Teatro[1]
- Melhor Atriz: Carmen Dolores
- Melhor Ator: Luís Alberto
- Melhor Peça: Copenhaga (enc. João Lourenço)

## Música[1]
- Melhor Intérprete Individual: Rui Veloso
- Melhor Grupo: Mesa
- Melhor Canção: "Carta" - Toranja (álbum Esquissos)[2]

## Televisão[1]
- Ficção e Comédia :
  - Melhor Programa: Malucos do Riso
  - Melhor Atriz: Alexandra Lencastre (Ana e os Sete)
  - Melhor Ator: Diogo Infante (A Jóia de África)

- Informação:
  - Melhor Apresentador: José Alberto Carvalho (Telejornal)
  - Melhor Programa: Telejornal

- Entretenimento:
  - Melhor Programa: Operação Triunfo
  - Melhor Apresentador: Jorge Gabriel

## Prémio de Mérito e Excelência[1]
- Eusébio